# Coppa del Brasile 2021 (pallavolo femminile)
La Coppa del Brasile 2021 si è svolta dal 19 gennaio al 6 febbraio 2021: al torneo hanno partecipato otto squadre di club brasiliane e la vittoria finale è andata per la seconda volta al Minas.

## Regolamento

### Formula
Le squadre hanno disputato quarti di finale in gara unica, accoppiate col metodo della serpentina e in casa delle quattro formazioni meglio classificate al termine del girone di andata di Superliga Série A 2020-21; le formazioni vincenti hanno poi disputato una final-4, con semifinali e finale in gara unica.

### Criteri di classifica
Se il risultato finale è stato di 3-0 o 3-1 sono stati assegnati 3 punti alla squadra vincente e 0 a quella sconfitta, se il risultato finale è stato di 3-2 sono stati assegnati 2 punti alla squadra vincente e 1 a quella sconfitta.
Per determinare la classifica dalla 5ª all'8ª posizione e dalla 3ª alla 4ª posizione, si tiene conto del numero di punti ottenuto rispettivamente dalle quattro formazioni eliminate ai quarti di finale e dalle due formazioni eliminate nelle semifinali durante la fase di qualificazione (i quarti di finale). In caso di parità, l'ordine del posizionamento in classifica è stato definito in base all'indice tecnico, i cui criteri sono:
- Punti;
- Ratio dei set vinti/persi;
- Ratio dei punti realizzati/subiti.
- Scontro diretto;
- Sorteggio[2].

In caso di walkover, la formazione qualificata al turno successivo è considerata vincitrice per 3-0 (25-0, 25-0, 25-0).

## Squadre partecipanti
| Squadra        | Qualificazione                                      |
| -------------- | --------------------------------------------------- |
| Barueri        | 6ª al girone di andata di Superliga Série A 2020-21 |
| Bauru          | 5ª al girone di andata di Superliga Série A 2020-21 |
| Paranaense     | 7ª al girone di andata di Superliga Série A 2020-21 |
| Rio de Janeiro | 4ª al girone di andata di Superliga Série A 2020-21 |
| Minas          | 1ª al girone di andata di Superliga Série A 2020-21 |
| Osasco         | 2ª al girone di andata di Superliga Série A 2020-21 |
| Pinheiros      | 8ª al girone di andata di Superliga Série A 2020-21 |
| Praia Clube    | 3ª al girone di andata di Superliga Série A 2020-21 |

## Torneo

### Tabellone
|  | Quarti di finale | Quarti di finale | Quarti di finale |  |   | Semifinali | Semifinali  | Semifinali |  |   | Finale | Finale      | Finale |
|  |                  |                  |                  |  |   |            |             |            |  |   |        |             |        |
|  | 1                | Minas            | 3                |  |   |            |             |            |  |   |        |             |        |
|  | 1                | Minas            | 3                |  |   |            |             |            |  |   |        |             |        |
|  | 8                | Pinheiros        | 0                |  |   |            |             |            |  |   |        |             |        |
|  | 8                | Pinheiros        | 0                |  | 1 | Minas      | 3           |            |  |   |        |             |        |
|  |                  |                  |                  |  | 1 | Minas      | 3           |            |  |   |        |             |        |
|  |                  |                  |                  |  |   | 5          | Bauru       | 1          |  |   |        |             |        |
|  | 4                | Rio de Janeiro   | 1                |  |   | 5          | Bauru       | 1          |  |   |        |             |        |
|  | 4                | Rio de Janeiro   | 1                |  |   |            |             |            |  |   |        |             |        |
|  | 5                | Bauru            | 3                |  |   |            |             |            |  |   |        |             |        |
|  | 5                | Bauru            | 3                |  |   |            |             |            |  | 1 | Minas  | 3           |        |
|  |                  |                  |                  |  |   |            |             |            |  | 1 | Minas  | 3           |        |
|  |                  |                  |                  |  |   |            |             |            |  |   | 3      | Praia Clube | 2      |
|  | 2                | Osasco           | 3                |  |   |            |             |            |  |   | 3      | Praia Clube | 2      |
|  | 2                | Osasco           | 3                |  |   |            |             |            |  |   |        |             |        |
|  | 7                | Paranaense       | 0                |  |   |            |             |            |  |   |        |             |        |
|  | 7                | Paranaense       | 0                |  | 2 | Osasco     | 0           |            |  |   |        |             |        |
|  |                  |                  |                  |  | 2 | Osasco     | 0           |            |  |   |        |             |        |
|  |                  |                  |                  |  |   | 3          | Praia Clube | 3          |  |   |        |             |        |
|  | 3                | Praia Clube      | 3                |  |   | 3          | Praia Clube | 3          |  |   |        |             |        |
|  | 3                | Praia Clube      | 3                |  |   |            |             |            |  |   |        |             |        |
|  | 6                | Barueri          | 1                |  |   |            |             |            |  |   |        |             |        |
|  | 6                | Barueri          | 1                |  |   |            |             |            |  |   |        |             |        |

### Risultati

#### Quarti di finale
| 19 gennaio 2021 Arena Juscelino Kubitschek, Belo Horizonte Durata: ? - Spettatori: ? | Minas          | 3 - 0 | Pinheiros  | 25-14, 27-25, 25-16        |
| 19 gennaio 2021 Ginásio Hélio Maurício, Rio de Janeiro Durata: ? - Spettatori: ?     | Rio de Janeiro | 1 - 3 | Bauru      | 24-26, 23-25, 25-16, 22-25 |
| 19 gennaio 2021 Arena Praia Clube, Uberlândia Durata: ? - Spettatori: ?              | Praia Clube    | 3 - 1 | Barueri    | 25-17, 25-27, 25-14, 25-18 |
| 2 febbraio 2021 Ginásio José Liberatti, Osasco Durata: ? - Spettatori: ?             | Osasco         | 3 - 0 | Paranaense | 25-15, 25-22, 25-16        |

#### Semifinali
| 5 febbraio 2021 CDV, Saquarema Durata: ? - Spettatori: ? | Minas  | 3 - 1 | Bauru       | 30-28, 14-25, 25-11, 25-22 |
| 5 febbraio 2021 CDV, Saquarema Durata: ? - Spettatori: ? | Osasco | 0 - 3 | Praia Clube | 23-25, 23-25, 20-25        |

#### Finale
| 6 febbraio 2021 CDV, Saquarema Durata: ? - Spettatori: ? | Minas | 3 - 2 | Praia Clube | 25-22, 27-29, 27-25, 25-27, 15-13 |

## Classifica finale
| Pos | Squadre        |
| --- | -------------- |
| 1   | Minas          |
| 2   | Praia Clube    |
| 3   | Osasco         |
| 4   | Bauru          |
| 5   | Rio de Janeiro |
| 6   | Barueri        |
| 7   | Pinheiros      |
| 8   | Paranaense     |